# Jason Thomas
Jason Thomas (* 20. Januar 1997 in Port Vila) ist ein vanuatuischer Fußballspieler.

## Karriere

### Verein
Von der Teouma Academy kommend, wechselte er im Sommer 2014 nach Kambodscha zu Phnom Penh Crown, mit denen er dann auch Meister wurde. Anfang 2016 kehrte er in seine Heimat zurück und spielte dort bis August 2017 bei Erakor Golden Star. Über den Verlauf der Spielzeit 2017/18 war er dann für den Solomon Warriors FC auf den Salomonen aktiv und kehrte danach zu Golden Star zurück. Seine nächste Station im Ausland war von April bis Ende 2019 eine kurze Zeit beim Hekari United FC aus Papua-Neuguinea und anschließend ab Anfang 2020 ein halbes Jahr beim Lautoka FC auf Fidschi. Seit Sommer 2020 ist er durchgehend bei Gold Star aktiv.

### Nationalmannschaft
Mit der vanuatuischen U17 nahm er an der Ozeanienmeisterschaft 2013 teil und mit der U20 an deren Ozeanienmeisterschaft im Jahr 2014 und der im Jahr 2016 sowie der Weltmeisterschaft 2017. Darauf folgte auch noch die Ozeanienmeisterschaft 2019 mit der U23.
Für die A-Nationalmannschaft debütierte er am 7. November 2015 bei einem 1:1-Freundschaftsspiel gegen Fidschi, wo er in der Startelf stand. Nach ein paar weiteren Partien in den nächsten beiden Jahren folgten hier auch Einsätze in der Qualifikation für die Weltmeisterschaft 2018 sowie im Folgejahr bei den Mini-Pazifikspielen 2017.
Nach gut zwei Jahren Pause kam er unter anderem bei den Pazifikspielen 2019 wieder zum Einsatz. Nach weiteren drei Jahren ohne Partie danach folgte der MSG Prime Minister’s Cup 2022. Im Anschluss an eine Reihe von Freundschaftsspielen unter anderem im Rahmen des Intercontinental Cup 2023 wurde er auch für die Ozeanienmeisterschaft 2024 nominiert und kam in allen Spielen inklusive des Finales, welches gegen Neuseeland verloren wurde, zum Einsatz. Im Halbfinale erzielte er zudem sein erstes Länderspieltor.